# Babylonische Felle
Babylonische Felle werden in der Heraldik die Felle des Hermelins genannt. Nach anderen Quellen steht die Bezeichnung für Schafsfelle. Der Begriff ist in den Blasonierungen nicht verbreitet und in der neueren Heraldik ungebräuchlich.